# Великие кодексы
Великие кодексы — собрание библейских кодексов, написанных унциальным письмом, в которых содержалась вся греческая Библия (Ветхий и Новый завет).
До наших дней дошли только четыре кодекса:
- Синайский кодекс
- Ватиканский кодекс 1209
- Александрийский кодекс
- Ефремов кодекс

все датируются примерно IV—V веками.

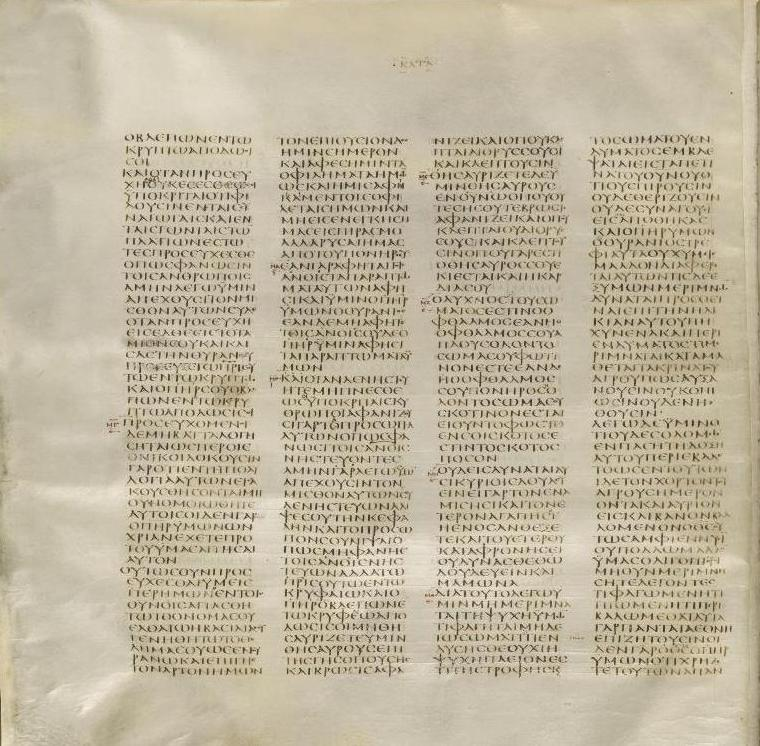
Синайский кодекс. Евангелие от Матвея

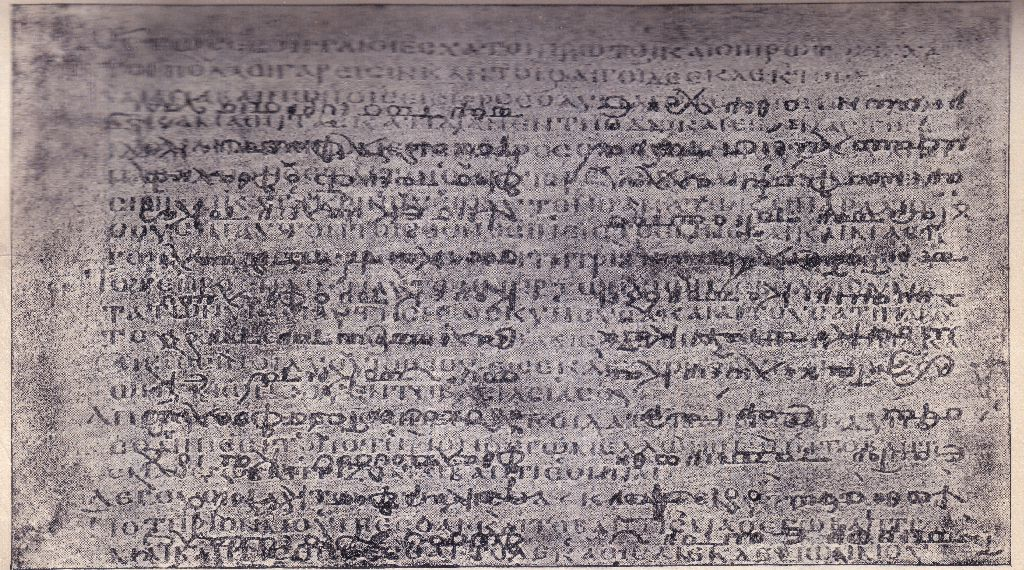
Ефремов кодекс

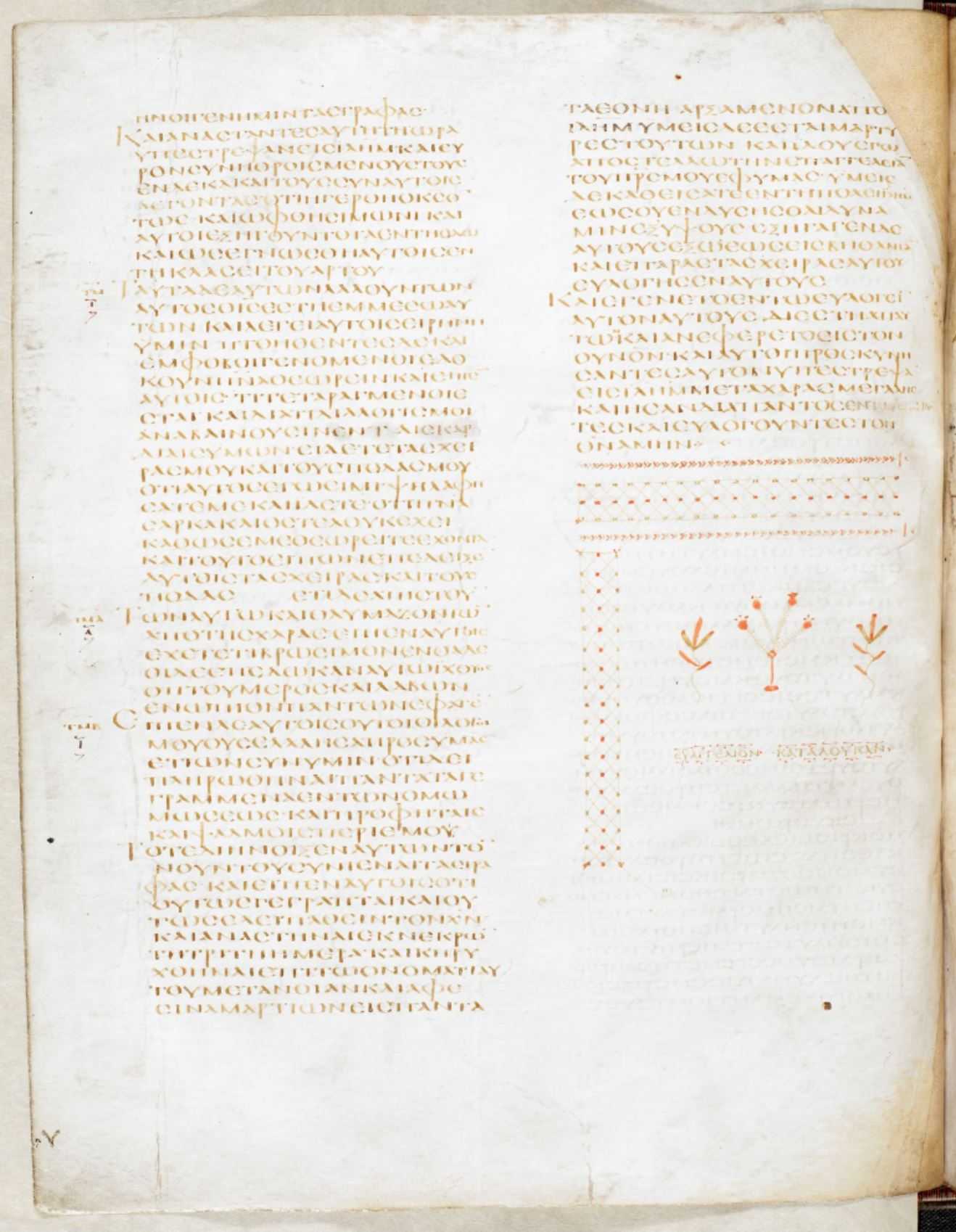
Александрийский кодекс

## Описание

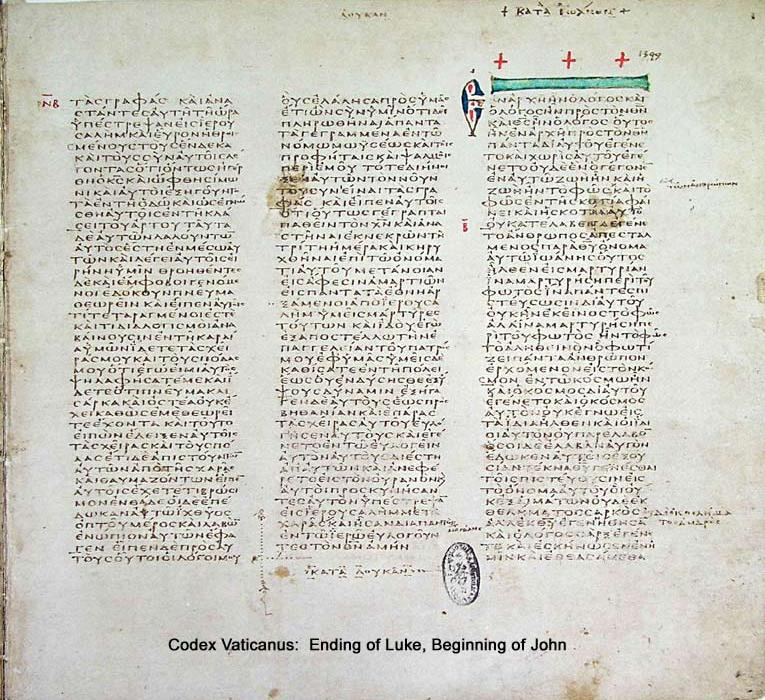
Одна из страниц Ватиканского кодекса

Кодексы были написаны в разное время, однако у них есть ряд общих характеристик.
Все они написаны в одном стиле искусным писцом на довольно качественном пергаменте мелким и изящным унциалом. Красота оригинального письма несколько испорчена позднейшим корректором, который заново обводил каждую букву, не трогая лишь те слова и буквы, которые он считал неправильными.
Каждый из кодексов имеет квадратный формат:
- Синайский кодекс — 38×34 см
- Ватиканский кодекс — 27×27 см
- Ефремов кодекс — 33×27 см
- Александрийский кодекс — 32×26 см

### Особенности и различия
Ефремов кодекс содержит текст Евангелия от Матфея 16,2б-3,однако его нет ни в Синайском, ни в Ватиканском кодексе. В Александрийском кодексе между 1.1 и 25.3 стоит пробел, и неизвестно, содержал ли он этот текст вообще. Лк 22 : 43-44 содержится в Синайском кодексе, в то время как его нет в Ватиканском и Александрийском кодексах, а в Ефремовом кодексе он был утерян.
Помимо вышеперечисленных четырёх"Великих кодексов" сохранились также три греческие рукописи с текстом полной Библии, все они датируются XIV—XV веками.
Полные рукописи Библии в те времена были редкостью, все они были написаны после 900 года, это значит, что в Греческом христианстве полная Библия была большой редкостью. Однако на Западе она была несколько популярней, о чем свидетельствуют рукописи Вульгаты с полным текстом латинской библии.

## Обнаружение и Публикации
Первым Великим кодексом, который стал доступен для учёных, является Александрийский кодекс. Его текст был опубликован в 1786 году Карлом Уойдом (1725—1790). Однако им был допущен ряд существенных ошибок. Уже в 1879—1883 исправленный текст кодекса был опубликован Эдуардом Томпсоном, а в 1909 Фредериком Кеньоном. В 2007 кодекс был оцифрован Центром исследования рукописей Нового Завета на основе факсимильного издания Томпсона 1879 года.
Ефремов кодекс был опубликован Константином Тишендорфом: в 1843 г.(Новый завет) и в 1845 г.(Ветхий завет).
Синайский кодекс был обнаружен всё тем же Тишендорфом в 1844 г. во время его путешествия по Синаю. Текст кодекса был опубликован им в 1862 г. В 2009 вышла оцифрованная версия кодекса.
Ватиканский кодекс был опубликован позже всех остальных-в 1889—1890, текст Нового Завета был опубликован в 1904—1907 и в 1968.